# Charles James Fox

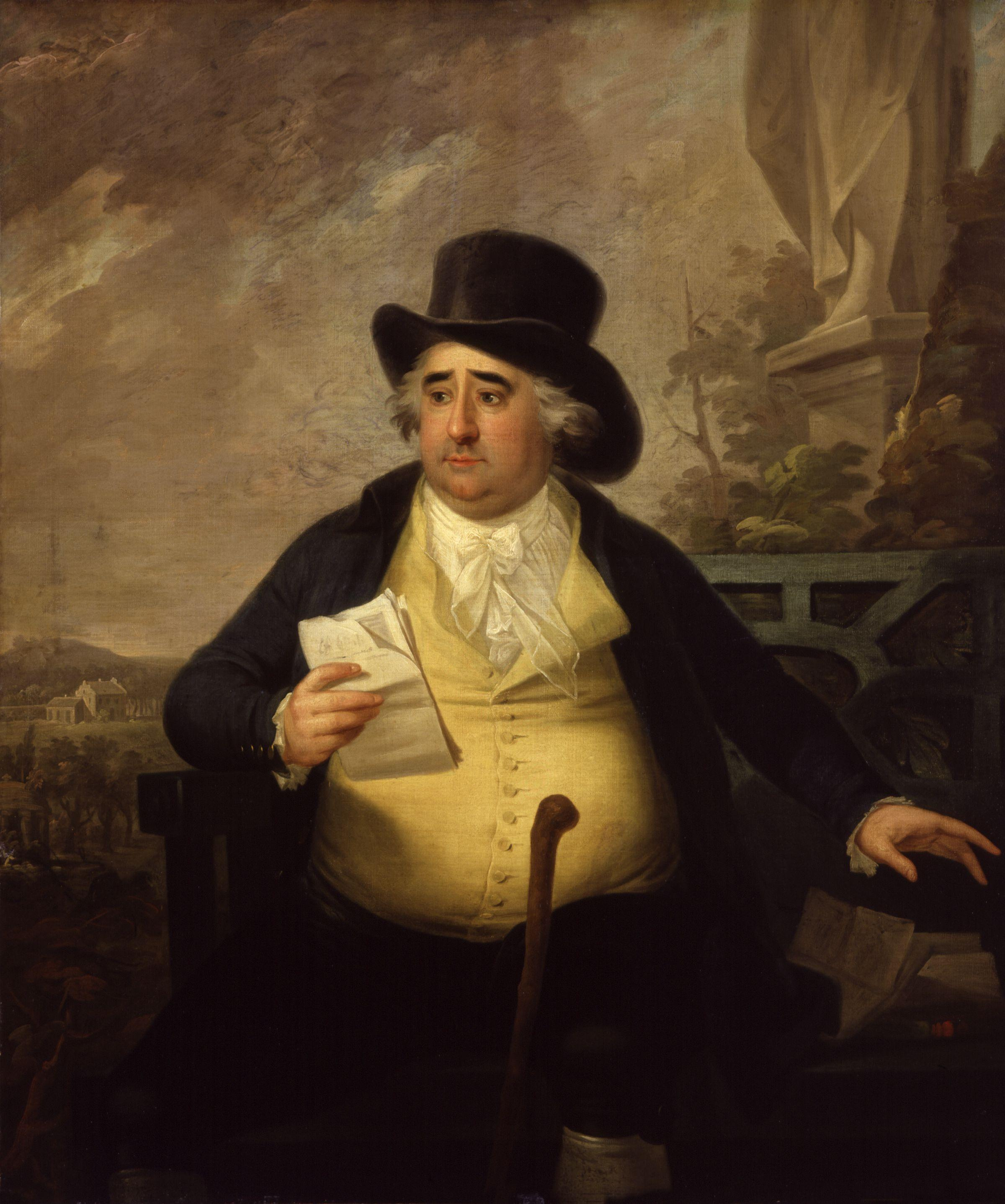
Retrato de Charles James Fox

Charles James Fox (Westminster, Gran Bretaña, 24 de enero de 1749-Chiswick, Reino Unido, 13 de septiembre de 1806) fue un relevante político whig británico, conocido por su campaña anti esclavista, y por apoyar la independencia estadounidense de Inglaterra, así como a la revolución francesa.
Ocupó varios cargos públicos de importancia, incluyendo el secretario de Estado para Relaciones Exteriores y de la Mancomunidad.
Está enterrado en la Abadía de Westminster.